# J. Tune Camp
J. Tune Camp (anciennement une filiale de J. Tune Entertainment) est un label discographique indépendant sud-coréen, anciennement basé à Séoul, actif entre 2009 et 2017. Durant son existence, le label hébergeait notamment le groupe MBLAQ.

## Histoire

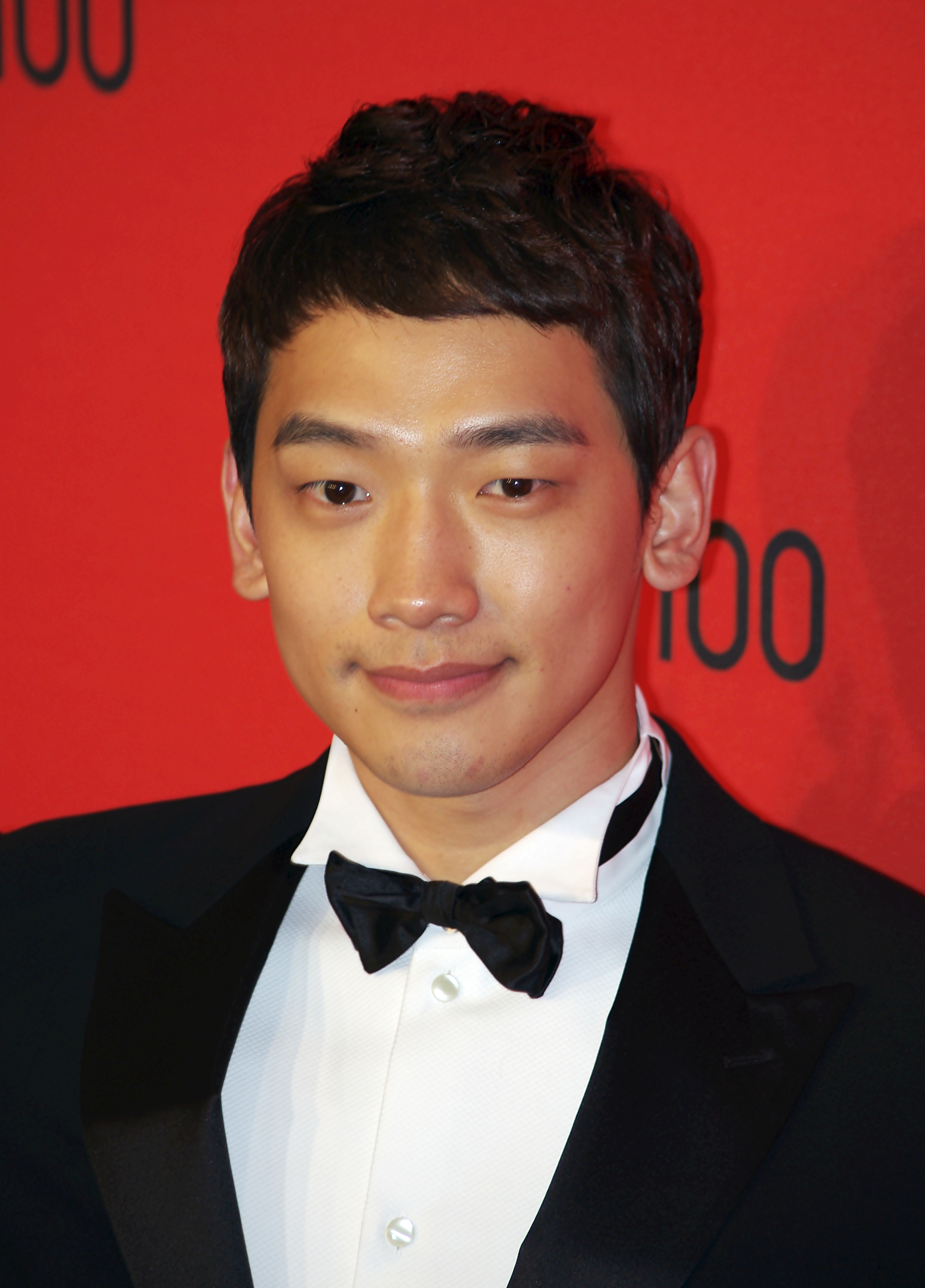
Rain, créateur du label.

Fondé en 2009 par J. Tune Entertainment, J. Tune Camp fait débuter son premier groupe, MBLAQ, en octobre 2009. Après la fusion de J. Tune Entertainment avec JYP Entertainment le 27 décembre 2010, J. Tune Camp déclare dans une interview avec Newsen le 3 janvier 2011 que « J. Tune Camp et J. Tune Entertainment sont deux corps séparés » et que la fusion de J. Tune Entertainment avec JYP Entertainment n'affecterait pas le label. Ils ont aussi déclaré que MBLAQ ne fera pas partie de JYP Entertainment.
En février 2017, G.O écrit une lettre pour ses fans, laissant sous-entendre la fermeture de J.Tune Camp. Allkpop a confirmé la dissolution du label, déclarant : « J.Tune Camp, c'est terminé. Tous les managers sont partis, et Madtown a signé avec un autre label. Ils n'ont pas de célébrité à promouvoir, donc ils ne pourront pas devenir une agence ».

## Artistes
- MBLAQ
- Two X
- Lee Joon
- Thunder
- Madtown
- Pro C (inactif)